# Mistrzostwa Ameryki Południowej w Piłce Siatkowej Kobiet 2015
XXXI Mistrzostwa Ameryki Południowej w piłce siatkowej kobiet były rozgrywane w dniach 29 września – 3 października 2015 roku w kolumbijskim mieście Cartagena. W rozgrywkach wystartowało 8 reprezentacji narodowych. Tytułu sprzed dwóch lat broniły Brazylijki.

## Uczestnicy
Argentyna
 Brazylia
 Chile
 Kolumbia
 Paragwaj
 Peru
 Urugwaj
 Wenezuela

## Terminarz i wyniki

### Faza grupowa
Awans do półfinału
     Rywalizacja o miejsca 5.-8.

#### Grupa A
| Lp. | Drużyna   | Mecze | Mecze   | Mecze   | Pkt | Sety | Sety | Sety  | Małe punkty | Małe punkty | Małe punkty |
| Lp. | Drużyna   | M     | W (3:2) | P (2:3) | Pkt | wyg. | prz. | ratio | zdob.       | str.        | ratio       |
| --- | --------- | ----- | ------- | ------- | --- | ---- | ---- | ----- | ----------- | ----------- | ----------- |
| 1   | Peru      | 3     | 3 (1)   | 0 (0)   | 8   | 9    | 3    | 3.000 | 274         | 197         | 1.391       |
| 2   | Kolumbia  | 3     | 2 (0)   | 1 (0)   | 6   | 7    | 3    | 2.333 | 233         | 180         | 1.294       |
| 3   | Wenezuela | 3     | 1 (0)   | 2 (1)   | 4   | 5    | 6    | 0.833 | 215         | 222         | 0.968       |
| 4   | Paragwaj  | 3     | 0 (0)   | 3 (0)   | 0   | 0    | 9    | 0.000 | 102         | 225         | 0.453       |

Źródło: voleysur.org
Punktacja: 3:0 i 3:1 – 3 pkt; 3:2 – 2 pkt; 2:3 – 1 pkt; 1:3 i 0:3 – 0 pkt
Zasady ustalania kolejności: 1. liczba zwycięstw; 2. liczba punktów; 3. stosunek setów; 4. stosunek małych punktów; 5. bilans w bezpośrednich meczach
| Data  | Godz. | Drużyna 1 | Wynik | Drużyna 2 | 1     | 2     | 3     | 4     | 5    | Widzów | *  |
| ----- | ----- | --------- | ----- | --------- | ----- | ----- | ----- | ----- | ---- | ------ | -- |
| 29.09 | 15:00 | Peru      | 3:2   | Wenezuela | 19:25 | 25:17 | 17:25 | 25:15 | 15:6 |        | 2  |
| 29.09 | 19:00 | Kolumbia  | 3:0   | Paragwaj  | 25:8  | 25:12 | 25:10 |       |      |        | 4  |
| 30.09 | 11:00 | Peru      | 3:0   | Paragwaj  | 25:4  | 25:11 | 25:11 |       |      |        | 6  |
| 30.09 | 19:00 | Wenezuela | 0:3   | Kolumbia  | 19:25 | 15:25 | 18:25 |       |      |        | 8  |
| 1.10  | 11:45 | Wenezuela | 3:0   | Paragwaj  | 25:9  | 25:19 | 25:18 |       |      |        | 10 |
| 1.10  | 19:00 | Kolumbia  | 1:3   | Peru      | 25:22 | 18:25 | 24:26 | 16:25 |      |        | 12 |

#### Grupa B
| Lp. | Drużyna   | Mecze | Mecze   | Mecze   | Pkt | Sety | Sety | Sety  | Małe punkty | Małe punkty | Małe punkty |
| Lp. | Drużyna   | M     | W (3:2) | P (2:3) | Pkt | wyg. | prz. | ratio | zdob.       | str.        | ratio       |
| --- | --------- | ----- | ------- | ------- | --- | ---- | ---- | ----- | ----------- | ----------- | ----------- |
| 1   | Brazylia  | 3     | 3 (0)   | 0 (0)   | 9   | 9    | 0    | MAX   | 225         | 124         | 1.815       |
| 2   | Argentyna | 3     | 2 (0)   | 1 (0)   | 6   | 6    | 3    | 2.000 | 197         | 171         | 1.152       |
| 3   | Chile     | 3     | 1 (0)   | 2 (0)   | 3   | 3    | 7    | 0.429 | 185         | 243         | 0.761       |
| 4   | Urugwaj   | 3     | 0 (0)   | 3 (0)   | 0   | 1    | 9    | 0.111 | 182         | 251         | 0.725       |

Źródło: voleysur.org
Punktacja: 3:0 i 3:1 – 3 pkt; 3:2 – 2 pkt; 2:3 – 1 pkt; 1:3 i 0:3 – 0 pkt
Zasady ustalania kolejności: 1. liczba zwycięstw; 2. liczba punktów; 3. stosunek setów; 4. stosunek małych punktów; 5. bilans w bezpośrednich meczach
| Data  | Godz. | Drużyna 1 | Wynik | Drużyna 2 | 1     | 2     | 3     | 4     | 5 | Widzów | *  |
| ----- | ----- | --------- | ----- | --------- | ----- | ----- | ----- | ----- | - | ------ | -- |
| 29.09 | 13:00 | Argentyna | 3:0   | Chile     | 25:17 | 25:18 | 25:12 |       |   |        | 1  |
| 29.09 | 17:00 | Brazylia  | 3:0   | Urugwaj   | 25:14 | 25:11 | 25:15 |       |   |        | 3  |
| 30.09 | 09:00 | Chile     | 0:3   | Brazylia  | 16:25 | 6:25  | 15:25 |       |   |        | 5  |
| 30.09 | 17:00 | Argentyna | 3:0   | Urugwaj   | 25:16 | 25:11 | 25:22 |       |   |        | 7  |
| 1.10  | 09:45 | Chile     | 3:1   | Urugwaj   | 25:22 | 25:22 | 26:28 | 25:21 |   |        | 9  |
| 1.10  | 17:00 | Brazylia  | 3:0   | Argentyna | 25:16 | 25:17 | 25:14 |       |   |        | 11 |

### Runda finałowa

#### Rywalizacja o miejsca 5-8
| Data | Godz. | Drużyna 1 | Wynik | Drużyna 2 | 1     | 2     | 3     | 4 | 5 | Widzów | *  |
| ---- | ----- | --------- | ----- | --------- | ----- | ----- | ----- | - | - | ------ | -- |
| 2.10 | 09:00 | Paragwaj  | 0:3   | Chile     | 14:25 | 15:25 | 10:25 |   |   |        | 13 |
| 2.10 | 11:00 | Wenezuela | 3:0   | Urugwaj   | 25:23 | 25:21 | 25:21 |   |   |        | 14 |

#### Półfinały
| Data | Godz. | Drużyna 1 | Wynik | Drużyna 2 | 1     | 2     | 3     | 4     | 5     | Widzów | *  |
| ---- | ----- | --------- | ----- | --------- | ----- | ----- | ----- | ----- | ----- | ------ | -- |
| 2.10 | 17:00 | Peru      | 3:2   | Argentyna | 25:23 | 25:27 | 25:20 | 25:27 | 15:13 |        | 15 |
| 2.10 | 19:00 | Brazylia  | 3:0   | Kolumbia  | 25:17 | 25:12 | 25:12 |       |       |        | 16 |

#### Mecz o 7. miejsce
| Data | Godz. | Drużyna 1 | Wynik | Drużyna 2 | 1     | 2     | 3     | 4 | 5 | Widzów | *  |
| ---- | ----- | --------- | ----- | --------- | ----- | ----- | ----- | - | - | ------ | -- |
| 3.10 | 09:00 | Paragwaj  | 0:3   | Urugwaj   | 13:25 | 21:25 | 21:25 |   |   |        | 17 |

#### Mecz o 5. miejsce
| Data | Godz. | Drużyna 1 | Wynik | Drużyna 2 | 1     | 2     | 3     | 4 | 5 | Widzów | *  |
| ---- | ----- | --------- | ----- | --------- | ----- | ----- | ----- | - | - | ------ | -- |
| 3.10 | 11:00 | Chile     | 0:3   | Wenezuela | 23:25 | 17:25 | 19:25 |   |   |        | 18 |

#### Mecz o 3. miejsce
| Data | Godz. | Drużyna 1 | Wynik | Drużyna 2 | 1     | 2     | 3     | 4     | 5    | Widzów | *  |
| ---- | ----- | --------- | ----- | --------- | ----- | ----- | ----- | ----- | ---- | ------ | -- |
| 3.10 | 16:30 | Argentyna | 2:3   | Kolumbia  | 21:25 | 24:26 | 25:19 | 25:23 | 6:15 |        | 19 |

#### Finał
| Data | Godz. | Drużyna 1 | Wynik | Drużyna 2 | 1     | 2     | 3     | 4 | 5 | Widzów | *  |
| ---- | ----- | --------- | ----- | --------- | ----- | ----- | ----- | - | - | ------ | -- |
| 3.10 | 19:00 | Peru      | 0:3   | Brazylia  | 17:25 | 21:25 | 13:25 |   |   |        | 20 |

## Klasyfikacja końcowa
| Miejsce | Reprezentacja |
| ------- | ------------- |
| złoto   | Brazylia      |
| srebro  | Peru          |
| brąz    | Kolumbia      |
| 4.      | Argentyna     |
| 5.      | Wenezuela     |
| 6.      | Chile         |
| 7.      | Urugwaj       |
| 8.      | Paragwaj      |

## Nagrody indywidualne
| MVP                | Najlepsze blokujące              | Najlepsza atakująca | Najlepsze przyjmujące           | Najlepsza rozgrywająca | Najlepsza libero |
| ------------------ | -------------------------------- | ------------------- | ------------------------------- | ---------------------- | ---------------- |
| Gabriela Guimarães | Juciely Barreto Natalia Aispurúa | Carla Castiglione   | Gabriela Guimarães Angela Leyva | María Marín            | Camila Gómez     |